# Алеутская депрессия
Алеутская депрессия — область пониженного атмосферного давления над северной частью Тихого океана. Центр этой области располагается в районе Алеутских островов.
Алеутская депрессия является одним из основных центров действия атмосферы Северного полушария.
Депрессия наиболее интенсивна в зимний период, летом смещается к северному полюсу и почти исчезает.